# Посох Якова

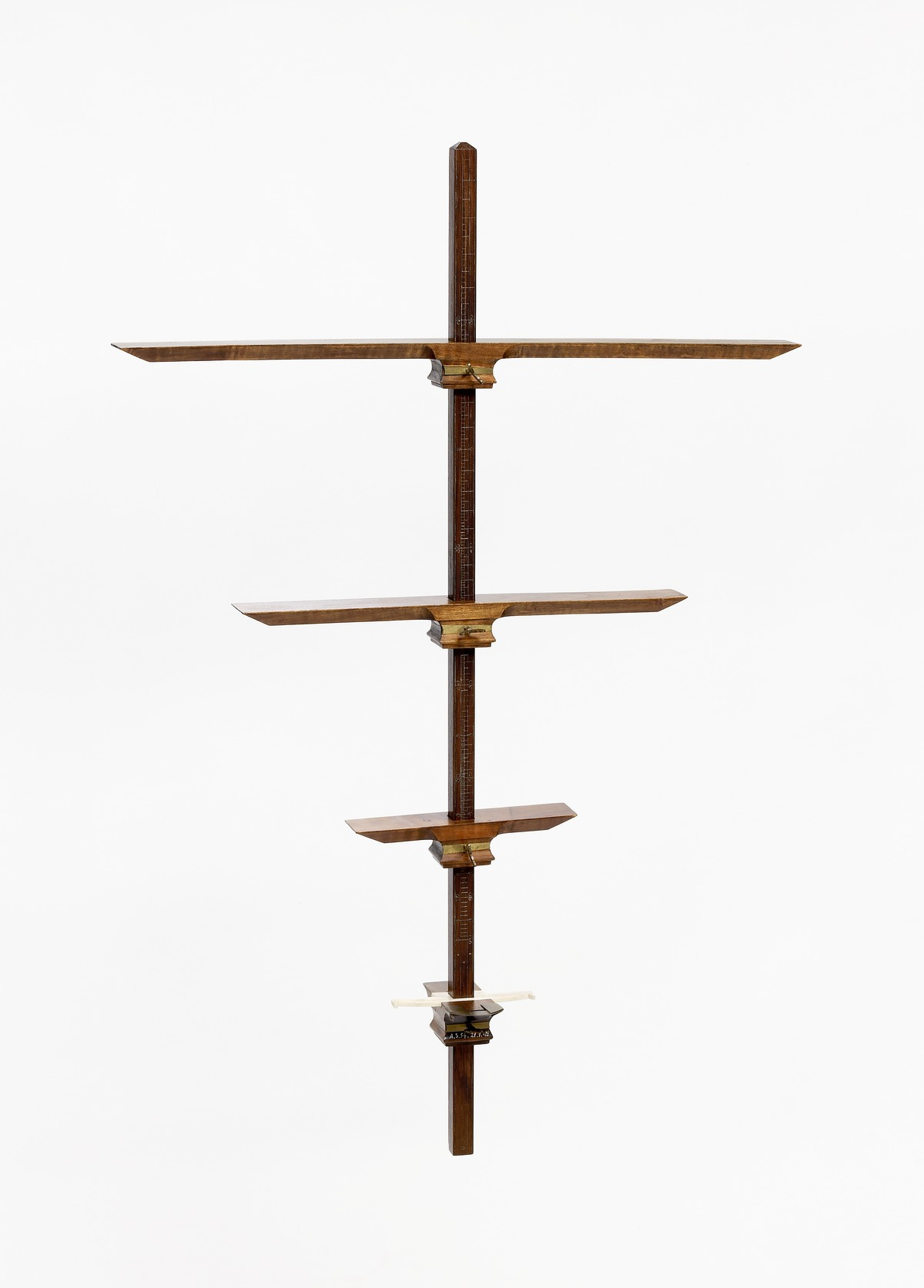
Посох Якова з чотирма марто, бл. 1789

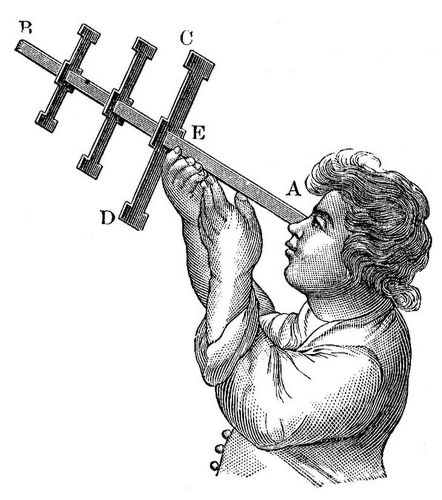
Використовування інструмента

Посох Якова (лат. baculus Jacobi), якобштаб (нім. Jakobsstab), градшток (нім. Gradstock — «градована палиця»), град-боген — старовинний інструмент для вимірювання висот світил, використовувався в астрономії і навігації.
Інші назви: геометрична палиця (лат. baculus geometricus), візирний радіус (radius visorius), спостерігальний радіус (radius observatorius), геометричний хрест (crux geometrica), арбалет. У навігації вживалися назви краштаф (від англ. cross-staff, що є морською назвою інструмента), радіус, в астрономії — астрономічний радіус (лат. radius astronomicus).

## Історія
Походження назви інструмента невідомо. За легендою, він був винайдений біблійним патріархом Яковом, на обґрунтування цієї думки могли посилатися на цитату «…бо з самою своєю палицею перейшов я був цей Йордан, а тепер я стався на два табори» (Буття 32:11). Деякі автори виводили назву приладу від імені Якова Кебеля, автора твору «Geometrey» (що вийшов у Майнці у 1535 р.), де ніби вперше й описується інструмент. Проте, ця версія не витримує критики, оскільки опис «посоха Якова» трапляється вже в праці «Margaritha philosofica» Г. Рейша (1503 р.). Найраніший відомий вжиток слова baculus Jacobi засвідчено в Мюнхенському рукописному кодексі, написаному в 1445—1450 рр.. шкільним учителем монастиря міноритів в Гроненберзі, Теодоріхом Руффі.
Первісно посох Якова являв собою просту палицю, і як вважається, з'явився в XIV столітті. Перший відомий опис належить Леві бен Гершому з Провансу (праця «Війни Господні»). У своїй праці Гершом вживав єврейську назву інструмента (у латинському перекладі secretorum revelator, яку можна перекласти як «Відкривач таємниць»), у той час як його християнські сучасники використовували назву «посох Якова». Можливо, винахідником приладу був франко-єврейський астроном Якоб бен Махір ібн Тіббон, що жив у Провансі в той же період. Іноді винахід приписують австрійському астроному XV ст. Георгу Пурбаху, що малоймовірно, бо він народився не раніш, ніж у 1423 році (втім, це може стосуватися іншого приладу з такою само назвою). Крім того, припускають, що влаштований за таким принципом інструмент міг використовуватися ще халдейськими астрономами за 400 років до н. е..
На думку Дж. Нідема, китайський науковець династії Сун Шень Куо описав посох Якова в своїй праці «Мен сі бі тань» (1088 р.) Шень, цікавившись стародавностями, відкопав у свому саду в Цзянсу прилад, схожий на арбалет і виявив, що за його допомогою можна вимірювати висоту далеких гір: ґрунтуючись на правилі прямокутного трикутника. Він писав з цього приводу, що коли він спостерігав всю гору, відстань на інструменті була великою, у той час при спостеріганні малої частини схилу відстань була малою, отже, пише Шень Куо, це стається внаслідок того, що поперечний елемент відсувається далі від ока (відлік відстані на палиці ішов від дальшого кінця). Нідем не згадує про приклади практичного застосування цього спостереження.
Голландський математик і землемір Адріан Метіус розробив власну конструкцію посоха Якова, вдосконалену надалі Геммою Фрізіусом. У XV ст. завдяки німецькому математику Реґіомонтану інструмент став широко використовуватися в геодезичних і астрономічних вимірюваннях. Мартін Бегайм впровадив посох Якова в португальському флоті (про використовування посоха Якова згадує португальський мореплавець Жуан Лісабонський у свому «Трактаті про морську голку» 1514 р.), поклавши початок морському застосуванню цього інструмента, яке тривало до середини XVII ст.
Посох Якова був складним в обходженні інструментом. Щоб отримати задовільні результати, спостерігач мав вперти задній кінець приладу прямо в щоку, він мусив спостерігати світило і горизонт одночасно, не зсуваючи інструмент під час переводу ока від одного напрямку до другого. Крім того, спостереження Сонця вимагали від спостерігача дивитися прямо на нього. Визначити висоту Сонця над горизонтом з необхідною точністю таким способом було трудно, сам процес був вельми незручним. Для нейтралізації шкідливого впливу прямих сонячних променів моряки встановлювали на посоху Якова закопчене скло.
У навігації посох Якова нарешті був витіснений досконалішим квадрантом (а саме квадрантом Девіса), конструкція якого не вимагала від спостерігача дивитися прямо на Сонце, а пізніше для вимірювання висоти світил на морі стали використовуватися октант і секстант.

## Опис
Інструмент складається з дерев'яного чотиригранного бруска, довжиною близько 0,9 м, що називався флеш (фр. flèche — «стріла»), і довгастої дощечки — марто (фр. marteau — «молоток»). Марто мало на середині чотирикутний отвір і його надівали на флеш таким чином, щоб кут між ними становив 90°. Таких марто було чотири штуки різної величини, що відповідали чотирьом граням флеша. Грані розбивалися на градуси висоти таким чином: перша — від 40° до 90°, друга — від 30° до 60°, третя — від 20° до 50° і четверта — від 10° до 30°. Для визначення висоти світила спостерігач приставляв око до очного кінця флеша і, тримаючи інструмент так, щоб уявна площина, що проходить через флеш і марто, перебувала б у вертикальній площині, пересував марто, домагаючись такого положення, при якому світило було видно по верхньому краю марто, а горизонт — по нижньому. Відлік висоти світила проводився по відповідній грані флеша, в точці на якій зупинилося марто.
Можливо, під впливом конструкції квадранта Девіса посох Якова зазнав певних вдосконалень: до кінців найдовшого марто і до кінця флеша були прикріплені лопаті. Вдосконалений посох Якова повертали таким чином, що тінь від лопаті на верхньому кінці марто падала на лопать, розташовану на кінці флеша, а штурман утримував інструмент так, що лінія горизонту збігалася з лопатями на нижньому кінці марто і на кінці флеша. Суміщенням горизонту з тінню від Сонця на лопаті флеша можна було визначити висоту світила. У 1660 році голландець Йост ван Брен (Joost van Breen) додав до посоха Якова дзеркальце, створивши «шпігельбог» (spiegelboog — «дзеркальний посох»). Дзеркальце кріпилося на рухомій лопаті, встановленій на флеші.